# العيش في الماضي (أغنية)
العيش بالماضي (بالإنجليزية: Living in the Past)‏ هي أغنية لفريق الروك التقدمي البريطاني «جيثرو تول». إنها واحدة من أشهر أغاني الفرقة، وصعدت الأغنية إلى المركز الثالث على قوائم أفضل الأغاني الفردية في المملكة المتحدة. ظهرت لأول مرة كأغنية منفردة عام 1969 تم تسجيلها لألبومهم «قف»، وظهرت بعد ذلك في البوم عام 1972 الذي يحمل نفس العنوان «العيش في الماضي». كتب الأغنية رئيس فريق جيثرو تول وعازف الفلوت «ايان اندرسون» والذى يتمتع بروح دعابة عالية حيث قال: «من الواضح أن أغنيتي هي سخرية من شخص ما، والتحدث عن الرغبة في العيش في وقت سلمي، في وقت ماقبل الحرب. ولكن هل هي موجه إلى المقاتلين أو إلى من اختار أن يغض الطرف عن القتال؟ سنترك الأمر لهيئة المحلفين»، قال أيضا في حوار عام 1984 مع المجلة البريطانية «كيرانج»: «لأكون صادقًا، لقد كرهت وأكره هذه الأغنية دائمًا، في الواقع، عندما نجحت هذه الأغنية، كنت أختبئ في زاوية مصابًا بالحرج. لكن الرجال في الفرقة الآن حريصون على عزفها، وكما تعلمون، بدأت في التعود على هذا اللحن اللعين»، وفي حوار مع مجلة موجو البريطانية عام 2011 قال اندرسون: «مدير فريقنا تحداني أن اكتب أغنية ناجحة (وقال مازحًا) لنحتفظ بالقدر يغلي، وقلت له امهلني ساعتين فقط وسارعت إلى غرفتي في الطابق العلوى»، وقدم رجل الفريق الأول إيان اندرسون بمساعدة جيتار صوتي وآلة الفلوت هذه الأغنية الناجحة.

## طاقم العزف والتسجيل
إيان أندرسون: فلوت وغناء رئيسي
جلين كورنيك: جيتار باس
مارتن باري: جيتار
كليف بانكار: طبول وايقاع
عازف لوحة مفاتيح (كيبورد) غير معلوم

## كلمات الأغنية
سعيد وأنا أبتسم Happy and I'm smiling
أقطع مسافة ميل لشرب مائك Walk a mile to drink your water
أنتِ تعلمِ أنني أحب أن أحبك You know I'd love to love you
ولا يوجد أسمّى منكِ And above you there's no other
سوف نخرج We'll go walking out
بينما يصرخ آخرون بكوارث الحرب While others shout of war's disaster
أوه، لن نستسلم Oh, we won't give in
دعينا نعيش في الماضي Let's go living in the past
ذات مرة إعتدت أن أكون إجتماعيًا Once I used to join in
كان كل فتى وفتاة أصدقائي Every boy and girl was my friend
الآن هناك ثورة، لكنهم لا يعرفون Now there's revolution, but they don't know
ما يقاتلون؟! What they're fighting
دعونا نغلق أعيننا Let us close our eyes
بعيدا عن حياتهم تستمر الحياة بشكل أسرع Outside their lives go on much faster
أوه، لن نستسلم Oh, we won't give in
سنستمر في العيش في الماضي We'll keep living in the past
أوه، لن نستسلم Oh, we won't give in
دعينا نعيش في الماضي Let's go living in the past
أوه لا، لا لن نستسلم Oh no, no we won't give in
دعينا نعيش في الماضي Let's go living in the past

## وصلات خارجية
https://www.youtube.com/watch?v=OYQaJ_bcToI العيش في الماضي (أغنية)
https://www.songfacts.com/facts/jethro-tull/living-in-the-past العيش في الماضي (أغنية)
http://jethrotull.com/living-in-the-past/ العيش في الماضي (أغنية)